# فرد ميلر (رجل أعمال)
فرد ميلر (بالإنجليزية: Fred Miller)‏ هو شخصية أعمال أمريكي، ولد في 26 يناير 1906 في ميلواكي في الولايات المتحدة، وتوفي في 17 ديسمبر 1954.